# Filchneria balcarica
Filchneria balcarica är en bäcksländeart som beskrevs av Boris Ivan Balinsky 1950. Filchneria balcarica ingår i släktet Filchneria och familjen rovbäcksländor. Inga underarter finns listade i Catalogue of Life.